# Atletica leggera ai Giochi della XXX Olimpiade - Staffetta 4×100 metri femminile

Video ufficiale della Finale

Ai Giochi della XXX Olimpiade, la competizione della staffetta 4×100 metri femminile si è svolta il 9 ed il 10 agosto presso lo Stadio Olimpico di Londra.

## Presenze ed assenze delle campionesse in carica
Per i campionati europei si considera l'edizione del 2010.
| Competizione      | Atleta      | Prestazione |           |
| ----------------- | ----------- | ----------- | --------- |
| Olimpiadi 2008    | Belgio      | 42”54       | Non qual. |
| Commonwealth 2010 | Inghilterra | 44”19       | Non qual. |
| Europei 2010      | Ucraina     | 42”29       | Presente  |
| Asiatici 2010     | Thailandia  | 44”09       | Non qual. |
| Panamericani 2011 | Brasile     | 42”85       | Presente  |
| Africani 2011     | Nigeria     | 43”34       | Presente  |
| Mondiali 2011     | Stati Uniti | 41”56       | Presenti  |

## Finale
| Pos.    | Paese             | Atlete                                                                         | Tempo | Note |
| ------- | ----------------- | ------------------------------------------------------------------------------ | ----- | ---- |
| Oro     | Stati Uniti       | Tianna Madison Allyson Felix Bianca Knight Carmelita Jeter                     | 40”82 |      |
| Argento | Giamaica          | Shelly-Ann Fraser-Pryce Sherone Simpson Veronica Campbell-Brown Kerron Stewart | 41”41 |      |
| Bronzo  | Ucraina           | Olesja Povch Chrystyna Stuj Marija Rjemjen' Jelyzaveta Bryzhina                | 42”04 |      |
| 4       | Nigeria           | Christy Udoh Gloria Asumnu Oludamola Osayomi Blessing Okagbare                 | 42”64 |      |
| 5       | Germania          | Leena Günther Anne Cibis Tatjana Pinto Verena Sailer                           | 42”67 |      |
| 6       | Paesi Bassi       | Kadene Vassell Dafne Schippers Eva Lubbers Jamile Samuel                       | 42”70 |      |
| 7       | Brasile           | Ana Cláudia Lemos Franciela Krasucki Evelyn dos Santos Rosângela Santos        | 42”91 |      |
| NC      | Trinidad e Tobago | Michelle-Lee Ahye Kelly-Ann Baptiste Kai Selvon Semoy Hackett                  | -     | Rit. |